# Чамлай Борис Феоктистович
Бори́с Феокти́стович Чамла́й (10 квітня 1931, с. Розкішне, Голованівський район Кіровоградська область — 4 червня 2001, Кіровоград) — український поет-сатирик, гуморист. Член Спілки письменників України.

## Біографія
Борис Феоктистович Чамлай народився 10 квітня 1931 року, в селі Розкішне Голованівського району Кіровоградської області. У 1969 році закінчив Кіровоградський педагогічний інститут.
Працював учителем української мови та літератури, був інспектором-ревізором Кіровоградського облсоцзабезу.
Проживав у Кіровограді (нині Кропивницький). Там же помер 4 червня 2001 року.

## Літературна діяльність
Почав друкуватися з 1956 року. Автор збірок «Кому сняться кислиці» (1974), «Власна думка» (1981), «Ментальність диявола» (1999).